# Колоколов, Георгий Евграфович
Гео́ргий Евгра́фович Ко́локолов (1851—1909) — российский учёный-правовед, специалист в области уголовного права и криминологии, доктор права, заслуженный профессор Московского университета.

## Биография
Происходил из дворян Московской губернии. Родился 22 октября (3 ноября) 1851 года в семье военного. В 1869 году окончил 2-ю московскую гимназию и поступил на юридический факультет Московского университета, который закончил в 1873 году со степенью кандидата. С января 1874 года был оставлен на кафедре уголовного права и уголовного судоустройства и судопроизводства.
С августа 1875 года в качестве «стороннего преподавателя» читал в Московском университете лекции по курсу уголовного права. В 1877 году отправлен на два года за границу для продолжения образования и завершения работы над магистерской диссертацией. По возвращении читал лекции по уголовному праву на юридическом факультете Московского университета (1879–1880) в качестве сверхштатного преподавателя. В мае 1881 года защитил диссертацию на степень магистра уголовного права «О соучастии в преступлении» и был утверждён доцентом университета. С ноября 1884 года — экстраординарный профессор.
В мае 1885 года защитил докторскую диссертацию «К учению о покушении». Ординарный профессор кафедры уголовного права и уголовного судопроизводства юридического факультета Московского университета — с апреля 1894 года. В январе 1904 года удостоен звания Заслуженный профессор Московского университета.
Слабое здоровье помешало Колоколову проявить в полной мере все свои способности в научной и преподавательской деятельности (он часто и подолгу болел). Умер 20 января (2 февраля) 1909 года.

## Научная деятельность
В своём научном мировоззрении примыкал к «позитивному направлению»; «принимая разделение Огюстом Контом общественных наук на чистые и прикладные, выделял две самостоятельные уголовно-правовые науки — чистую и прикладную: первая выявляет законы, которые определяют историческое развитие уголовного права в контексте эволюции самого общества, вторая — занимается построением идеальной уголовно-правовой системы. Одновременно придерживался строгих постулатов классической школы — исследовать преступления и наказания единственно как юридические факты, определяемые уголовным правом в объективном смысле. Смысл наказания видел в сокращении и предотвращении частной мести, общем предупреждении преступлений и профилактике рецидивов. Выступал против смертной казни, телесных наказаний и прочих жестоких и унижающих человеческое достоинство наказаний, в качестве альтернативы предлагая ссылку и тюремное заключение».